# Zeraïm
El seder Zeraïm (hebreu: סדר זרעים) és el primer ordre de la Mixnà, la primera gran obra de la Halacà. Aquesta secció de la Mixnà va ser escrita pels savis per informar a tots els jueus sobre el que s'ha de fer per complir les obligacions bíbliques sobre els resos i els manaments sobre el menjar. La Halacà (o Llei Jueva) conté moltes obligacions i restriccions sobre les activitats agrícoles, i ordena un horari estricte per als temps de les oracions. La major part de Zeraïm va ser deixada fora de la Guemarà (el comentari rabínic de la Mixnà). És explicat teòricament que els rabins van sentir que els altres manaments tenien una major prioritat que els manaments agrícoles, que tracten majoritàriament de les restriccions sobre el menjar produït a la Terra d'Israel. El seder Zeraïm està dividit en onze tractats:
1. Berajot (ברכות, "Benediccions")
2. Peah (פאה, "Cantonada")
3. Demai (דמאי, "Producte Dubtós")
4. Kilayim (כלאיים, "Dos Tipus")
5. Shevit (שביעית, "Setè Any")
6. Terumot (תרומות, "Donacions")
7. Maserot (מעשרות, "Delmes")
8. Maaser Sheni (שני מעשר, "Segon Delme")
9. Halah (חלה, "Tros de Massa")
10. Orlah (ערלה, "Prepuci")
11. Bikurim (ביכורים, "Primers Fruits")